# Hakari

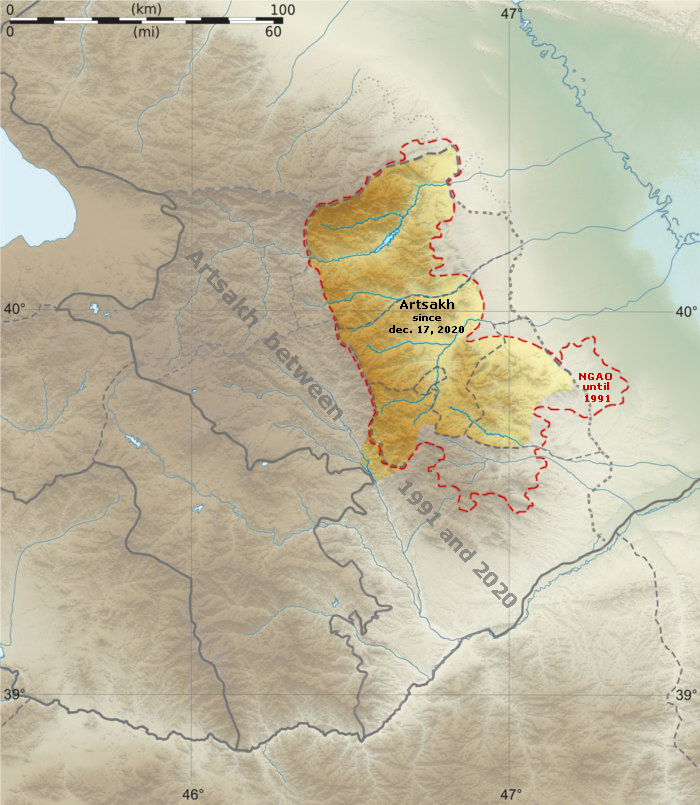
carta fisica del Nagorno Karabakh

L'Hakari (anche Hagari e Heyqari) è un fiume del Nagorno Karabakh che scorre da nord verso sud per immettersi nell'Aras.
Si forma sull'altopiano dell'Artsakh dalla confluenza dei fiumi Shalua e Aghbraget ed è lungo 113 chilometri 42 dei quali rappresentano il corso dello Shalua.
Riceve acqua da numerosi altri corsi che scendono dalle montagne del Karabakh; tra questi i più importanti sono il Vaghazno, l'Hochants, l'Aghavno, il Piccolo Hakari e, pochi chilometri prima dell'immissione nell'Aras, il Vorotan.
Nel suo percorso, a tratti scavato nella roccia, attraversa o lambisce diversi centri il più importante dei quali è Berdzor capoluogo del distretto di Kashatagh.